# John de Ros, 1. Baron Ros
John de Ros, 1. Baron Ros (auch de Roos) († zwischen 15. Juni und 25. November 1338) war ein englischer Adliger, Höfling und Admiral.

## Herkunft
John de Ros war der zweite Sohn von William de Ros, 1. Baron de Ros und von dessen Frau Matilda de Vaux, einer Tochter von John de Vaux aus Steresby in Yorkshire. Sein Vater starb 1316, worauf Johns älterer Bruder William die Besitzungen ihres Vaters und den Titel erbte.

## Aufstieg zum Steward of the Household
Im Oktober 1322 gehörte John de Ros zu den Höflingen, die König Eduard II. nach der Niederlage in der Schlacht bei Byland auf seiner Flucht vor den Schotten nach York begleiteten. De Ros heiratete Margaret, geborene Gonsille, die Witwe von Philip Despenser. Obwohl er damit mit Hugh le Despenser, dem führenden Günstling des Königs verschwägert war, gehörte Ros zu den Unterstützern von Königin Isabelle, die aus Opposition gegen den Einfluss der Despensers auf ihren Mann im französischen Exil lebte. Am 24. September 1326 war Ros einer der Ritter, mit denen Isabelle in Südostengland landete und in der Folge ihren Mann Eduard II. sowie die Despensers stürzte. Isabelle ernannte ihn im Oktober 1326 zum Steward of the queen's household. Nach der Thronbesteigung von Isabelles Sohn Eduard III. wurde de Ros am 4. Februar 1327 Steward of the Royal Household. 1327 nahm er an der Weardale Campaign, dem gescheiterten Feldzug von Roger Mortimer, dem Günstling der Königin, gegen Schottland teil. Nach dem Ende des Feldzugs hatte Ros als Steward die schwierige Aufgabe, die Pferde gewinnbringend zu verkaufen, die die Söldner aus dem Hennegau dem König überteuert verkauft hatten. Als nordenglischer Baron galt de Ros als Unterstützer von Henry of Lancaster, und aufgrund der zunehmenden Gegnerschaft zwischen Mortimer und Lancaster wurde de Ros am 1. März 1328 als Steward of the Royal Household abgelöst. Sein Nachfolger wurde John Maltravers, ein enger Gefolgsmann von Mortimer.

## Weiterer Dienst als Militär unter Eduard III.
Nach dem Sturz von Mortimer 1330 wurde de Ros am 27. Januar 1332 erstmals als Baron Ros in das Parlament berufen, letztmals am 20. Dezember 1337. Am 22. Dezember 1336 wurde er zusammen mit Robert Ufford zum Admiral der Flotte nördlich der Themse ernannt. Am 20. Juni 1337 erhielt er den Befehl, ein Schiff mit einer königlichen Gesandtschaft nach Frankreich zu eskortieren, da der König Angriffe von Piraten befürchtete. Auf der Rückreise kaperte er zwei Schiffe, auf denen schottische Adlige von Flandern nach Schottland reisten und die er gefangen nahm.
Da seine Ehe kinderlos geblieben war, erlosch sein Titel mit seinem Tod.